# Eonemachilus
Genre
Eonemachilus est un genre de poissons d'eau douce téléostéens de la famille des Nemacheilidae (ordre des Cypriniformes). Ces poissons sont des « loches de pierre » originaires de Chine.

## Liste des espèces
Selon FishBase et World Register of Marine Species (26 février 2024) ce genre ne contient aucune espèce. L'espèce Eonemachilus brevis (Boulenger, 1893) étant acceptée sous le taxon Yunnanilus brevis (Boulenger, 1893).
En 2012, Maurice Kottelat mentionne les trois espèces suivantes :
- Eonemachilus longidorsalis (W. X. Li, J. N. Tao & Zong-Min Lu, 2000) - (espèce inquirenda)
- Eonemachilus nigromaculatus (Regan, 1904)
- Eonemachilus yangzonghaiensis (W. X. Cao & S. Q. Zhu, 1989)

## Classification
Le nom valide complet (avec auteur) de ce taxon est Eonemachilus Berg, 1938.

## Publication originale
- (ru + en) L. S. Berg, « On some South China loaches (Cobitidae, Pisces) », Bulletin de la Société impériale des Naturalistes de Moscou. Section Biologique - Nouvelle série, vol. 47, nos 5-6,‎ 1938, p. 314-318.